# 777

## Události
- Karel Veliký porazil Sasy, jejich vůdce Vidukind prchl do Dánska
- Kardam nastupuje po Telerigovi na bulharský trůn

#### Probíhající události
- 772–804: Saské války

## Hlavy států
- Papež – Hadrián I. (772–795)
- Byzantská říše – Leon IV. Chazar (775–780)
- Franská říše – Karel I. Veliký (768–814)
- Anglie
  - Wessex – Cynewulf z Wessexu
  - Essex – Sigeric
  - Mercie – Offa (757–796)
- První bulharská říše – Telerig – Kardam